# Селерс (Јужна Каролина)
Селерс (енгл. Sellers) град је у америчкој савезној држави Јужна Каролина.

## Демографија
По попису из 2010. године број становника је 219, што је 58 (-20,9%) становника мање него 2000. године.
| Група             | 2000.       | 2010.       |
| Белци             | 40 (14,4%)  | 41 (18,7%)  |
| Афроамериканци    | 237 (85,6%) | 175 (79,9%) |
| Азијати           | 0 (0,0%)    | 0 (0,0%)    |
| Хиспаноамериканци | 0 (0,0%)    | 3 (1,4%)    |
| Укупно            | 277         | 219         |